# Schloss Schalkhausen
Das Schloss Schalkhausen ist ein kleines Schloss im mittelfränkischen Ansbach im Ortsteil Schalkhausen.

## Geschichte
Das Schloss wurde für Ernst Christian Freiherr von Lyncher 1733 unter dem Baudirektorium des Leopoldo Retti errichtet. Es ist erhalten und in Privatbesitz.

## Beschreibung
Das Gebäude ist in der Liste der Baudenkmäler in Ansbach folgendermaßen beschrieben:
Sommerschloss, sogenanntes Schlösschen: Zweigeschossiger Mansarddachbau, mit rustizierten Ecklisenen und Putzgliederung, für Ernst Christian Freiherr von Lyncher unter der Baudirektion Leopoldo Rettis erbaut, nach 1733, mit Ausstattung.
Kleiner Park, 18./19. Jahrhundert
Rechts der Straße Sandsteintorpfeiler, 18. Jahrhundert, Teil des ehemals zugehörigen Gutes